# Gongylidioides ussuricus
Gongylidioides ussuricus là một loài nhện trong họ Linyphiidae.
Loài này thuộc chi Gongylidioides. Gongylidioides ussuricus được Kirill Yuryevich Eskov miêu tả năm 1992.